# Инес, Альберт
Альберт Инес (лат. Albertus Ines; польское имя, видимо, Войцех Инес; 1619 или 1620 — 1658, Краков) — польский поэт и католический монах ордена иезуитов.
Оставил несколько выдержавших большое количество изданий стихотворных сборников, содержащих тексты как на польском, так и на латинском языках, от религиозных гимнов до разнообразных эпиграмм. Из них более известны: «Horologium Marianum» (Калиш, 1643); «Acroamatum epigrammaticorum latino-polonorum centuriae septem etc» (Краков, 1653); «Lechias Ducum, Principum ас Regum Poloniae ab usque Lecho deductorum, elogia historico-politica et panegyrico lirica» (Краков, 1655); «Lyricorum centuria I. politicis, ethicis, axiomatibus ac problematibus instructa» (Данциг, 1655).